# Krasavîci, Vesele
Krasavîci (în ucraineană Красавич) este un sat în comuna Zelenîi Hai din raionul Vesele, regiunea Zaporijjea, Ucraina.

## Demografie
Componența lingvistică a localității Krasavîci
     Ucraineană (80%)
     Rusă (20%)
Conform recensământului din 2001, majoritatea populației localității Krasavîci era vorbitoare de ucraineană (80%), existând în minoritate și vorbitori de rusă (20%).